# ゴードン・ベネット・カップ (自動車レース)
ゴードン・ベネット・カップ (Gordon Bennett Cup) は、1900年から1905年にかけて6度開催された国別対抗自動車レースである。国際規定（インターナショナル・フォーミュラ）に則って開催された初の国際大会であり、モータースポーツにおいてナショナルカラーが定着するきっかけとなった。

## 概要

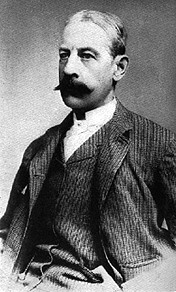
James Gordon Bennett Jr.

自動車レース黎明期の1890年代後半、フランスのパリを基点とする都市間レース（パリレース）が人気を博し、新聞社が後援するイベントも行われていた。ゴードン・ベネット・カップはアメリカの新聞「ニューヨーク・ヘラルド」の社主であり、パリ在住の大富豪であったジェイムズ･ゴードン･ベネット・ジュニア (James Gordon Bennett Jr.) の発案により創設された。
ベネットは国ごとの自動車製造技術を比較する機会として、各国自動車クラブが参加する国別対抗戦という方式を思い立った。彼はフランス自動車協会 (ACF) に純銀製の優勝杯を寄贈し、統一ルールを作成するよう働きかけた。
- 出場車両は一カ国3台まで登録できる。
- 車両部品はすべて出場国内で製造されたものでなければならない。
- ドライバーは出場国の自動車クラブに所属していれば、外国人でも構わない。
- 車両は2座席、重量は400kgから1000kgの範囲とする。
- 最低2名（ドライバーとメカニック）が並列着座し、体重はそれぞれ最低60kgであること。体重が60kgに満たない場合は不足分の重さを追加する。
- 走行距離は350kmから最長650kmまでとする。
- 優勝した自動車クラブ（優勝国）は次回大会を翌年に主催しなければならない。

また、観客が車両の所属先を判別しやすいよう、国別にボディカラーが決められた。これがナショナル・レーシングカラーの起源となった。
| 国名     | 色 | 詳細 |
| -------- | -- | --- |
| フランス | ■  | 青 - 当時フランス製レーシングカーとして最も強かったパナールの色を採用[2]。後にブリュー・ド・フレンチ（ラテン語でアズール・ド・フレンシア。和製英語でフレンチブルー）がナショナルカラーとして定着した。 |
| ドイツ   | □  | 白 - 後年、ドイツは銀色（シルバー・アロー）をナショナルカラーとして採用。 |
| アメリカ | ■  | 赤 - 後年、アメリカは青地に白、あるいは白地に青のストライプ（レーシング・ストライプ）をナショナルカラーとして採用。 |
| ベルギー | ■  | 黄 |
| イギリス | ■  | 緑 - 第3回（1902年）より正式採用されたが、実際は1901年のパリ - ベルリンレースに出場したイギリス人ジャロットの車両（フランス製クレマン）が緑に塗られていた[2]。この車両はカーナンバーが不吉な13番になった埋め合わせとして、フランスで幸運の色とされる緑に塗られた[2]。ネイピア & サン社が製造する車も特に深みのある緑（オリーヴグリーン。後にブリティッシュ・レーシング・グリーンと呼ばれる）を採用し、第3回大会（1902年）での優勝を契機に緑がナショナルカラーとして定着した。 |
| イタリア | ■  | 黒 - 後年、イタリアは赤（ロッソ・コルサ）をナショナルカラーとして採用。 |

1900年に第1回が開催され、1903年の第4回以降ビッグタイトルとして大いに盛り上がったが、運営上のトラブルから1905年の第6回で終了することになった。ベネットは代わりに1906年に気球レース、1909年に飛行機レースのゴードン・ベネット・カップを創設した。

## 沿革

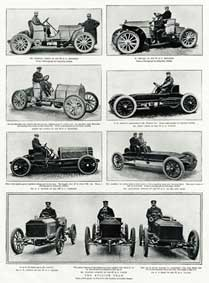
第4回大会（1903年）に参加したチーム

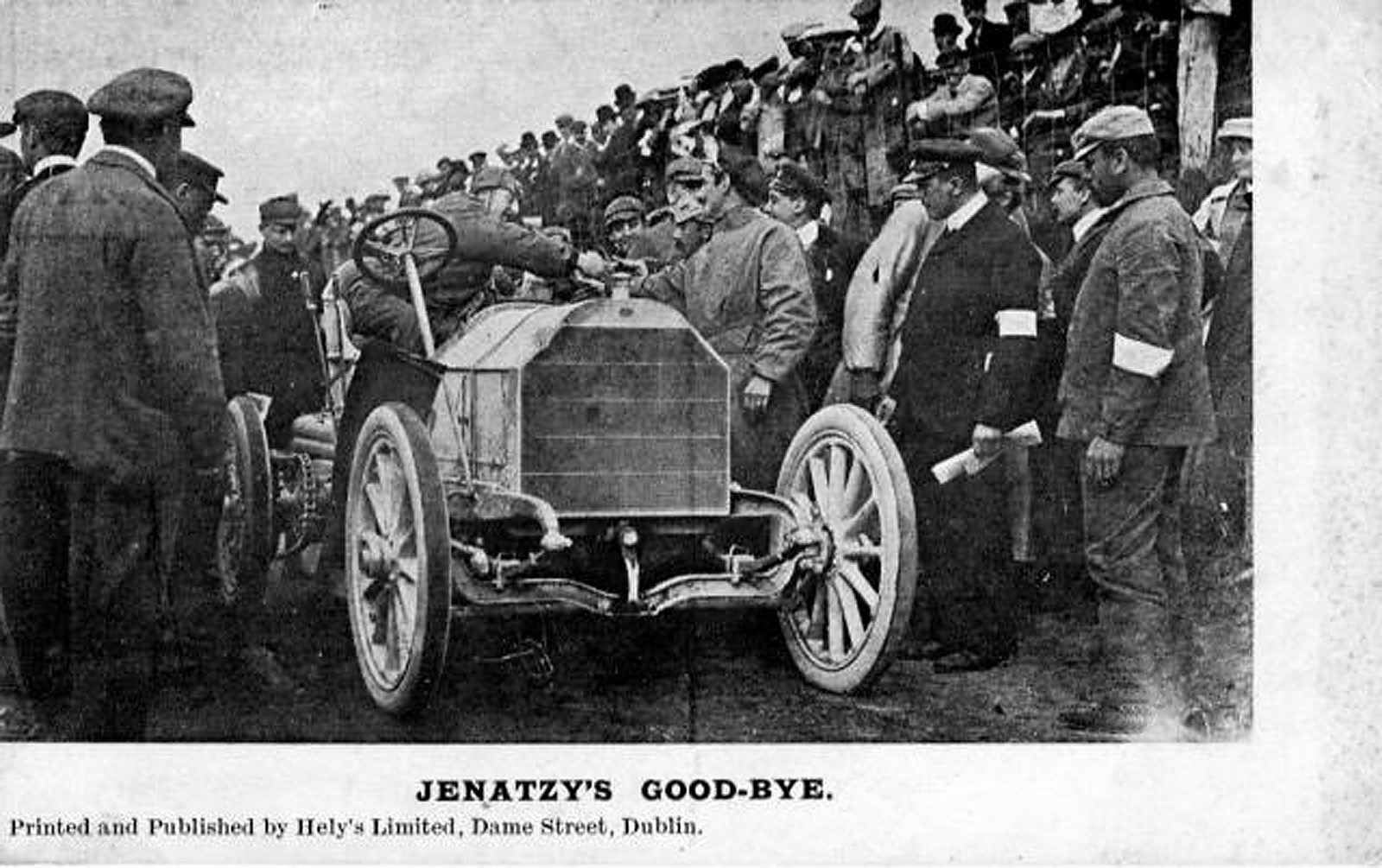
第4回大会の優勝者、カミーユ・ジェナッツィとメルセデス

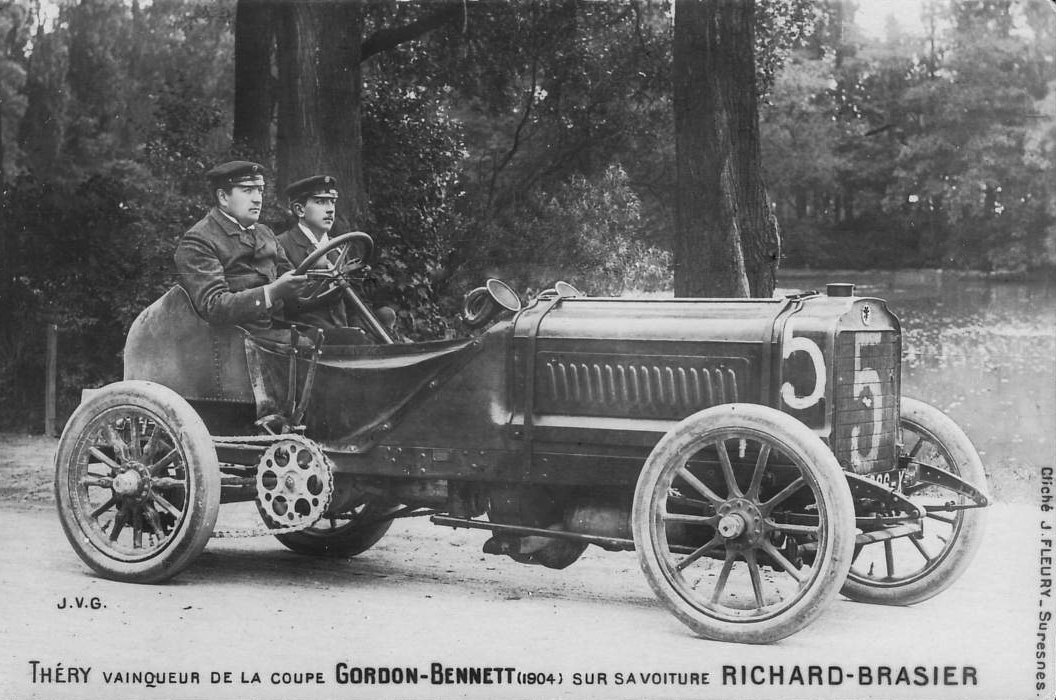
第5回大会（1904年）の優勝者、レオン・テリーとリシャール・ブラジエ

### 第1回（1900年）
第1回大会は1900年6月14日にフランスのパリ - リヨン間の568kmで行われた。フランス・ドイツ・アメリカ・ベルギー4カ国から7台がエントリーし、フランス製パナール2台が完走した。優勝者のフェルナン・シャロン (Fernand Charron) の平均速度は約62km/hだった。

### 第2回（1901年）
第2回大会は1901年5月29日にパリ - ボルドー間の527kmで行われた。エントリー台数が少なかったため単独開催とせず、フランス自動車クラブ主催のパリ - ボルドーレースに組み込まれた。イギリスの1台はフランス製ミシュランタイヤを装着したため、「車両部品は自国製」という規定に抵触し賞典外とされた。結局、フランス車3台のみの出走となり、優勝者のレオンス・ジラルド (Léonce Girardot) のみが完走した。

### 第3回（1902年）
第3回大会もパリ - ウィーンレースに組み込まれ、1902年6月26日から6月28日にかけてパリ - インスブルック間の565kmで行われた。フランス車3台とイギリス車3台がエントリーし、イギリスのセルウィン・エッジ (Selwyn Edge) のみが完走して優勝した。
第3回までは参加台数も少なく注目度は低かったが、フランス以外の国が初めて優勝したことで、ようやく国際的なメジャーイベントとして脚光を浴びることになった。参加国も増え、国によっては代表を決める予選会が行われるようになった。

### 第4回（1903年）
第4回大会は規定によりイギリスがホスト国となったが、イギリス国内では公道上でのレースが禁止されており、隣国アイルランドで開催されることになった。また、直前のパリ - マドリードレースが観客を巻き込む死傷事故により中止されたことで都市間レースは廃止され、キルデア県の公道を閉鎖した周回コース (527km) が設定された。1903年7月2日のレースにはイギリス・フランス・ドイツ・アメリカの4カ国から12台がエントリーし、ベルギー人カミーユ・ジェナッツィ (Camille Jenatzy) の乗るドイツ車が優勝した。
イギリスではこれを機に、レースを開催できる土地が求められた。そこで、自治権をもつマン島の公道を閉鎖して、1904年・1905年にゴードン・ベネット・カップの選抜レースが行われた。これがきっかけとなり英国伝統のタイトル「RAC ツーリスト・トロフィー」が創設され、1907年よりオートバイのマン島TTレースが行われるようになった。
また、鉄道王ヴァンダービルト家の一員で、レース愛好家でもあるウィリアム・キッサム・ヴァンダービルト2世 (William Kissam Vanderbilt II) はこの大会で惨敗したアメリカの奮起を促すため、1904年にヴァンダービルト・カップを創設した。

### 第5回（1904年）
第5回大会はドイツがホスト国となり、1904年6月17日にヘッセン州タウヌス山中の周回コース (511km) で開催された。イギリス・フランス・ドイツ・ベルギーに初参加のイタリアとオーストリア＝ハンガリーを含めて6カ国18台がエントリーし、フランスのレオン・テリー (Léon Théry) が優勝した。無名のテリーは殊勲の勝利により、一躍フランスの国民的英雄となった。

### 第6回（1905年）
第6回大会の開催権はフランスに戻り、ミシュランの地元クレルモン＝フェラン周辺の周回コース (549km) で開催された。イギリス・フランス・ドイツ・アメリカ・イタリア・オーストリア＝ハンガリーの6カ国18台がエントリーし、フランスのレオン・テリーが連覇を達成した。
しかし、フランス自動車連盟は各国3台までという出場台数制限に不満を抱き、第7回大会の開催義務を放棄すると宣言。1906年にはル・マン近郊において初のグランプリレースとなるACFグランプリ（1906年フランスグランプリ）を開催する。これを以って、ゴードン・ベネット・カップは自然消滅する形となった。

## 優勝者

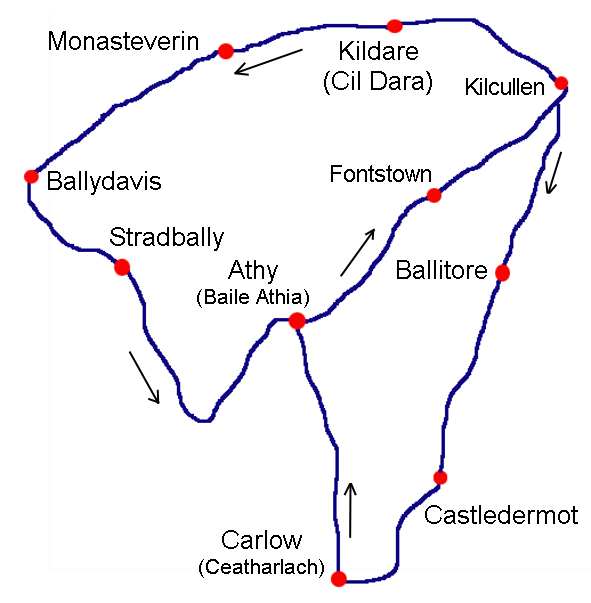
第4回コース図
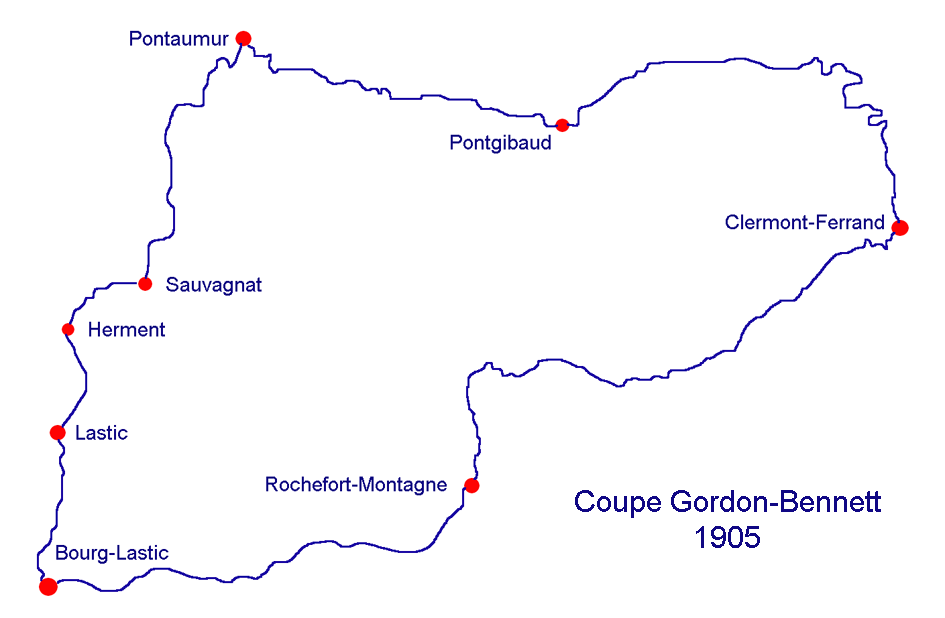
第6回コース図

| 回 | 年   | コース                                            | 勝者                   | 車両                 | タイム        |
| -- | ---- | ------------------------------------------------- | ---------------------- | -------------------- | ------------- |
| 1  | 1900 | パリ - リヨン（フランス）                         | フェルナン・シャロン   | パナール・40HP       | 9時間9分49秒  |
| 2  | 1901 | パリ - ボルドー（フランス）                       | レオンス・ジラルド     | パナール・40HP       | 8時間50分59秒 |
| 3  | 1902 | パリ（フランス） - インスブルック（オーストリア） | セルウィン・エッジ     | ネイピア・50HP       | 11時間2分52秒 |
| 4  | 1903 | アシー（アイルランド）                            | カミーユ・ジェナッツィ | メルセデス・60HP     | 6時間39分     |
| 5  | 1904 | ホンブルグ（ドイツ）                              | レオン・テリー         | リシャール・ブラジエ | 5時間50分1秒  |
| 6  | 1905 | シルキュイ・ドーヴェルニュ（フランス）            | レオン・テリー         | リシャール・ブラジエ | 7時間2分42秒  |

- 第4回コース図
- 第6回コース図